# La Touche
La Touche är en kommun i departementet Drôme i regionen Auvergne-Rhône-Alpes i sydöstra Frankrike. Kommunen ligger i kantonen Montélimar 2e Canton som tillhör arrondissementet Nyons. År 2022 hade La Touche 260 invånare.

## Befolkningsutveckling
Antalet invånare i kommunen La Touche
Referens:INSEE